# Bát lộ quyền
Bát lộ quyền là một bản quyền của môn phái Lam Sơn căn bản, gồm 182 động tác

## Các thế trong bài

### Phần I
1. - Song chưởng vô biên
  - Áp đỉnh thôi sơn
  - Nhất đạo hồi sinh
  - Song ngư phân thủy
  - Tướng quân phiến mã
  - Mãn thiên hoa vũ
  - Phong vũ bình tâm
  - Tý ngọ diệp chưởng độc long
  - Hiện hổ tàng long